# Antena 1
Antena 1 è un canale televisivo commerciale romeno di Antena TV Group dell'imprenditore Dan Voiculescu, fondatore e presidente del partito conservatore romeno.
Antena 1 ha iniziato a trasmettere il 29 novembre 1993 alle 21:30 ma solo dal 14 aprile 1994 ha ricevuto il permesso di trasmettere ufficialmente.